# Liste der Naturdenkmale in Rinzenberg
Die Liste der Naturdenkmale in Rinzenberg nennt die im Gemeindegebiet von Rinzenberg ausgewiesenen Naturdenkmale (Stand 15. Juli 2013).

## Naturdenkmale
| Nr.         | Bezeichnung     | Lage                                         | Beschreibung                 | Bild                                    |
| ----------- | --------------- | -------------------------------------------- | ---------------------------- | --------------------------------------- |
| ND-7134-388 | Pautersch-Eiche | östlich des Ortes; Flur Auf Pauters Lage     | Quercus sp.; um 1450 gekeimt | Direkt Bild zu diesem Denkmal hochladen |
| ND-7134-401 | Steigbuche      | nördlich des Ortes; Abteilung Hochrodt Lage  | Fagus sylvatica              | Direkt Bild zu diesem Denkmal hochladen |
| ND-7134-431 | Zwingbach       | nördlich des Ortes; Abteilung Zwingbach Lage | Felspartie                   | Direkt Bild zu diesem Denkmal hochladen |